# LanCraft
LanCraft je herní eventová agentura. Svou činnost zahájila v roce 2003 pořádáním LAN party v České republice nejen pro hráče počítačových her. Dnes činnost LanCraftu zahrnuje veliké množství aktivit. 

## Historie
Od jara roku 2003 až do léta 2009 se akce konala v moravském městě Rýmařov, aby se v roce 2010 oklikou přes Krnov přesunula do Starého Města, kde v místním kulturním domě vydržela až do roku 2014 včetně. LanCraft 2015 se uskutečnil na ostravském výstavišti Černá louka.  
V roce 2015 LanCraft rozšířil svou činnost na pořádání herních eventů. 
V roce 2019 poskytl LanCraft herní zónu na akci Comic-Con].
V roce 2019 LanCraft spouští nové webové stránky, v prvé fázi turnajovou platformu, která postupem času začala plnit roli zpravodajského portálu a sociální sítě, primárně pro počítačové hráče. K listopadu 2021 bylo registrováno 10 000 uživatelů. 

## Název
Historicky první název akce byl BW Spring/Summer, s přidáním WarCraftu III mezi turnajové hry se změnil na Rýmařov Spring/Summer. Jméno LanCraft nese LAN party od roku 2007, kdy bylo vybráno v soutěži z několika návrhů návštěvníků.
Název LanCraft vznikl ze spojení výrazu "LAN párty" a z názvů her StarCraft a WarCraft, pro které se tehdejší LAN párty pořádaly.

## Počítačové hry
Hlavní částí LanCraftu byly odjakživa turnaje v počítačových hrách. Během více než deseti let se na LanCraftu vystřídaly následující herní tituly a to jak v hlavních, tak doprovodných turnajích:
- Battlefield 3
- Call of Duty 4: Modern Warfare
- Command & Conquer 3: Tiberium Wars
- Counter-Strike 1.6
- Counter-Strike: Global Offensive
- Counter-Strike: Source
- Dota 2
- FIFA 10
- FIFA 12
- Hearthstone: Heroes of WarCraft
- League of Legends
- QUAKE LIVE
- Quake III Arena
- Quake 4
- QuakeWorld
- StarCraft: Brood War
- StarCraft II: Wings of Liberty
- StarCraft II: Heart of the Swarm
- Team Fortress 2
- TrackMania Nations
- WarCraft III: The Frozen Throne
- WarCraft III: DotA
- Warhammer 40,000: Dawn of War
- World of WarCraft
- Wolfenstein: Enemy Territory
- World of Tanks

## Ostatní
Kromě hlavní turnajů o peněžité i hodnotné ceny se vždy pořádají i turnaje doprovodné soutěže nejen v počítačových hrách. Pro návštěvníky jsou také k dispozici různé zábavní koutky, v případě hezkého počasí i v přilehlých venkovních prostorách.

## Klíčoví lidé
LanCraft založil Lukáš Vobecký., přechod na sociální síť proběhl pod vedením Matěje Štágla a Sebastiana Netolického